# Tucales pastranai
Tucales pastranai là một loài bọ cánh cứng trong họ Cerambycidae.